# Selección de fútbol de salón de Cataluña
La selección de fútbol de salón de Cataluña es el equipo que representa a la comunidad autónoma de Cataluña en las competiciones oficiales de fútbol de salón o futsal; su dirección está a cargo de la Federación Catalana de Futsal, entidad afiliada a la Asociación Mundial de Futsal (AMF). Estuvo afiliada por la Unión Europea de Futsal (UEFS) desde 2004 ha participado en los Campeonatos Europeos donde logró el subtítulo en 2006; en los Campeonatos Mundiales alcanzó los cuartos de final en Colombia 2011. Luego por la expulsión de la AMF con la UEFS por los problemas de desacato e indisciplina en 2017 creó la Federación Europea de Futsal (FEF) dónde Cataluña fue una de sus integrantes. Luego la FEF se desafilió de la AMF en 2022 lo cual causó que las selecciones quedarán en la deriva hasta que la AMF volvió a crear la Asociación de Federaciones Europeas de Fútbol de Salón (AFEFS) y una de sus integrantes es la selección de Cataluña.

## Estadísticas

### Mundial futsal AMF
Resultado general: 21°
| Año              | Ronda             | Posición      | PJ            | PG            | PE            | PP            | GF            | GC            | Dif           |
| ---------------- | ----------------- | ------------- | ------------- | ------------- | ------------- | ------------- | ------------- | ------------- | ------------- |
| Argentina 2007   | Primera ronda     | 13.er puesto  | 3             | 0             | 1             | 2             | 10            | 18            | -8            |
| Colombia 2011    | Cuartos de final  | 8.vo puesto   | 4             | 2             | 0             | 2             | 13            | 17            | -4            |
| Bielorrusia 2015 | No clasificó      | No clasificó  | No clasificó  | No clasificó  | No clasificó  | No clasificó  | No clasificó  | No clasificó  | No clasificó  |
| Argentina 2019   | Cuartos de final  | 6.to puesto   | 5             | 3             | 0             | 2             | 29            | 17            | +12           |
| México 2023      | Cuartos de final* | 4.to puesto   | 5             | 2             | 1             | 2             | 20            | 17            | +3            |
| 2027             | Por definirse     | Por definirse | Por definirse | Por definirse | Por definirse | Por definirse | Por definirse | Por definirse | Por definirse |

- Colombia y  Brasil expresaron su interés en organizar este mundial.

- La candidatura de  Brasil pierde fuerza debido a que ya la FNFBR (Federación Nacional de Futsal de Brasil) afiliada a la AMF realizará un mundial de categoría sub-13 en septiembre de 2025 y la CFSB (Confederación de Fútbol de Salón de Brasil) afiliada a la FIFUSA organizará en 2027 el mundial de categoría absoluta masculina.

- México 2023: Cataluña quedó eliminada en cuartos de final vs. Marruecos. El partido del quinto lugar venció a México. Obtuvo el cuarto lugar luego del retiro de Marruecos por el arbitraje. Por W.O. perdió el partido del tercer lugar.

### Mundial Femenino
Resultado general: 2°
| Año           | Ronda            | Posición      | PJ            | PG            | PE            | PP            | GF            | GC            | Dif           |
| ------------- | ---------------- | ------------- | ------------- | ------------- | ------------- | ------------- | ------------- | ------------- | ------------- |
| Cataluña 2008 | Final            | Campeón       | 5             | 4             | 0             | 1             | 15            | 6             | +9            |
| Colombia 2013 | Cuartos de final | 7.mo lugar    | 4             | 2             | 0             | 2             | 8             | 6             | +2            |
| Cataluña 2017 | Cuartos de final | 5.to lugar    | 5             | 2             | 1             | 2             | 11            | 19            | -8            |
| Colombia 2022 | Semifinal        | 4.to lugar    | 6             | 2             | 2             | 2             | 27            | 20            | +7            |
| 2026          | Por definirse    | Por definirse | Por definirse | Por definirse | Por definirse | Por definirse | Por definirse | Por definirse | Por definirse |

- En el mes de noviembre de 2025 se dará a conocer la sede del mundial femenino de 2026 junto con la cantidad de equipos participantes.

### Juegos Mundiales
| Año       | Ronda          | Posición    | PJ | PG | PE | PP | GF | GC | Dif |
| --------- | -------------- | ----------- | -- | -- | -- | -- | -- | -- | --- |
| Cali 2013 | Fase de grupos | 9.no puesto | 3  | 1  | 0  | 2  | 10 | 17 | -7  |

### Campeonato Europeo de fútbol sala de la UEFS
| Año              | Ronda         | Posición   | PJ | PG | PE | PP | GF | GC | Dif |
| ---------------- | ------------- | ---------- | -- | -- | -- | -- | -- | -- | --- |
| Bielorrusia 2004 | Primera ronda | 7.mo lugar | 4  | 1  | 1  | 2  | 16 | 17 | -1  |
| Cataluña 2006    | Final         | Subcampeón | 5  | 2  | 2  | 1  | 13 | 10 | +3  |
| Bélgica 2008     | Primera ronda | 8.vo lugar | 5  | 0  | 1  | 4  | 13 | 19 | -6  |
| Rusia 2010       | Primera ronda | 6.to lugar | 4  | 1  | 0  | 3  | 9  | 12 | -3  |
| Bielorrusia 2012 | Semifinal     | 4.to lugar | 5  | 2  | 1  | 2  | 9  | 10 | -1  |

### Campeonato Europeo Femenino fútbol sala
Campeonato Europeo Femenino de futsal de la UEFS
| Año  | Ronda           | Posición        | PJ              | PG              | PE              | PP              | GF              | GC              | Dif |
| ---- | --------------- | --------------- | --------------- | --------------- | --------------- | --------------- | --------------- | --------------- | --- |
| 2004 | Final           | Subcampeón      | 4               | 3               | 0               | 1               | 13              | 5               | +8  |
| 2007 | No participaron | No participaron | No participaron | No participaron | No participaron | No participaron | No participaron | No participaron |     |
| 2009 | Semifinales     | 3.er puesto     | 4               | 1               | 0               | 3               | 15              | 8               | +7  |
| 2011 | Semifinales     | 3.er puesto     | 4               | 2               | 1               | 1               | 13              | 7               | +6  |
| 2015 | Semifinales     | 3.er puesto     | -               | -               | -               | -               | -               | -               | -   |

### Mundial Sub-20
Resultado general: 5°
| Año           | Ronda            | Posición      | PJ            | PG            | PE            | PP            | GF            | GC            | Dif           |
| ------------- | ---------------- | ------------- | ------------- | ------------- | ------------- | ------------- | ------------- | ------------- | ------------- |
| Chile 2014    | Cuartos de final | 8.vo puesto   | 4             | 1             | 0             | 3             | 10            | 17            | -7            |
| Colombia 2018 | Semifinal        | 4.to puesto   | 6             | 2             | 1             | 3             | 23            | 28            | -5            |
| Cataluña 2024 | Cuartos de final | 6.to puesto   | 6             | 3             | 1             | 2             | 14            | 14            | 0             |
| 2028          | Por definirse    | Por definirse | Por definirse | Por definirse | Por definirse | Por definirse | Por definirse | Por definirse | Por definirse |

### Mundial Sub-17
Resultado general: 7°
| Año           | Ronda            | Posición      | PJ            | PG            | PE            | PP            | GF            | GC            | Dif           |
| ------------- | ---------------- | ------------- | ------------- | ------------- | ------------- | ------------- | ------------- | ------------- | ------------- |
| Paraguay 2016 | Cuartos de final | 7.mo puesto   | 4             | 1             | 1             | 2             | 10            | 12            | -2            |
| Paraguay 2024 | Semifinal        | 3.er puesto   | 6             | 4             | 1             | 1             | 34            | 10            | +24           |
| 2028          | Por definirse    | Por definirse | Por definirse | Por definirse | Por definirse | Por definirse | Por definirse | Por definirse | Por definirse |

### Mundial Sub-15
Resultado general: 8°
| Año           | Ronda            | Posición      | PJ            | PG            | PE            | PP            | GF            | GC            | Dif           |
| ------------- | ---------------- | ------------- | ------------- | ------------- | ------------- | ------------- | ------------- | ------------- | ------------- |
| Paraguay 2021 | Cuartos de final | 8.vo puesto   | 6             | 1             | 1             | 4             | 15            | 24            | -9            |
| 2025          | Por definirse    | Por definirse | Por definirse | Por definirse | Por definirse | Por definirse | Por definirse | Por definirse | Por definirse |

- Ecuador
- México

- Estos equipos son candidatos para el mundial Sub-15.
- Hay una alta probabilidad de que el torneo se postergue para el 2026 por temas de calendario debido al mundial de clubes de futsal en Colombia que se jugará en mayo y el mundial de futsal Sub-15 que se disputará en septiembre.

### Mundial Sub-13
Resultado general: 6°
| Año           | Ronda            | Posición     | PJ           | PG           | PE           | PP           | GF           | GC           | Dif          |
| ------------- | ---------------- | ------------ | ------------ | ------------ | ------------ | ------------ | ------------ | ------------ | ------------ |
| Cataluña 2019 | Cuartos de final | 6.to puesto  | 6            | 4            | 0            | 2            | 39           | 17           | +22          |
| Brasil 2025   | No participó     | No participó | No participó | No participó | No participó | No participó | No participó | No participó | No participó |

## Palmarés

#### Selección mayor AMF
| Competición                           | Campeón | Subcampeón | Tercer lugar | Cuarto lugar | Selección |
| ------------------------------------- | ------- | ---------- | ------------ | ------------ | --------- |
| Campeonato Mundial                    |         |            |              | 1 (2023*)    | Absoluta  |
| Campeonato Europeo de Fútbol de Salón |         | 1 (2006)   |              | 1 (2012)     | Absoluta  |

- En el mundial de 2023, originalmente Cataluña quedó eliminado en los cuartos de final frente a Marruecos y jugó por el quinto lugar frente a México, saliendo triunfador. Sin embargo Marruecos a mitad del partido por semifinales vs. Paraguay abandonó el campo de juego y fue descalificado por la AMF. Esto ocasionó que Cataluña por descarte sea la selección que ocupó el cuarto lugar pero sin pisar las semifinales.

#### Selecciones juveniles AMF
| Competición    | Campeón | Subcampeón | Tercer lugar | Cuarto lugar | Selección |
| -------------- | ------- | ---------- | ------------ | ------------ | --------- |
| Mundial Sub-20 |         |            |              | 1 (2018)     | Sub-20    |
| Mundial Sub-17 |         |            | 1 (2024)     |              | Sub-17    |
| Mundial Sub-15 |         |            |              |              | Sub-15    |
| Mundial Sub-13 |         |            |              |              | Sub-13    |

#### Selección femenina AMF
En cursiva ediciones en cuando fue local
| Competición                 | Campeón  | Subcampeón | Tercer lugar          | Cuarto lugar | Selección |
| --------------------------- | -------- | ---------- | --------------------- | ------------ | --------- |
| Mundial Femenino            | 1 (2008) |            | 1 (2022)              |              | Femenina  |
| Campeonato Europeo Femenino |          | 1 (2004)   | 3 (2009*, 2011, 2015) | (2017)       | Femenina  |

- En la edición del campeonato europeo femenino de 2009 la subcampeona en ese entonces, la selección de Galicia fue descalificada desconociendose la razones. Cataluña originalmente ocupó el cuarto lugar perdiendo el partido por el tercer puesto ante República Checa por 1-0. Entonces al ser descalificada Galicia se supone que Cataluña se queda con el tercer lugar de manera automática.